# Tommaso Giacomel
Tommaso Giacomel (* 5. April 2000 in Sterzing, Südtirol) ist ein italienischer Biathlet. Er startet seit 2020 im Weltcup und nahm als Mitglied der Nationalmannschaft an den Olympischen Spielen 2022 teil. Im Februar 2023 gewann er seine ersten Medaillen bei Weltmeisterschaften, zwei Jahre darauf sicherte er sich seinen ersten Weltcupsieg.

## Sportliche Laufbahn

### Erfolge im Juniorenbereich und Weltcupeinstand
Giacomel besuchte die Sportoberschule in Mals. Er startete im Alter von 13 Jahren mit dem Biathlonsport, sein Debüt auf internationaler Bühne feierte er im Rahmen des IBU-Junior-Cup 2017/18 in Obertilliach, bei dem er Fünfter des Sprints wurde. Bei den Juniorenweltmeisterschaften 2018 gewann der Italiener im Sprint der männlichen Jugend die Silbermedaille und erzielte zwei weitere Top-10-Platzierungen. Bei den Jugendweltmeisterschaften im Jahr darauf holte er mit der Staffel die Bronzemedaille, eine solche ergatterte er auch im Rahmen der Junioren-EM 2019 im Sprint. In der Saison 2019/20 lief Giacomel regelmäßig im Junior-Cup und erreichte dort durchgehend vordere Platzierungen, sodass er zunächst sein Debüt im IBU-Cup der Senioren gab und im März 2020 bei den Wettkämpfen von Nové Město na Moravě auch erstmals im Weltcup an den Start ging. Mit dem 27. Platz im Sprint gewann der damals 19-Jährige auf Anhieb die ersten Weltcuppunkte und wurde damit der erste im neuen Jahrtausend geborene Biathlet, dem dies gelang. Infolge des Ergebnisses wurde er auch für die Staffel nominiert, die am Ende Sechster wurde.

### Olympiateilnahme und erste WM-Medaillen
Giacomel startete auch 2020/21 durchgehend im Weltcup. Im Januar 2021 wurde er mit der italienischen Staffel mit Thomas Bormolini, Lukas Hofer und Dominik Windisch in Oberhof Dritter, womit er seine erste Podiumsplatzierung auf der höchsten Wettkampfebene einfuhr. Bei seinen ersten Weltmeisterschaften belegte der Italiener den 70. Platz im Einzel und wurde Sechster mit der Herrenstaffel. Einen weiteren Erfolg brachte das erste Verfolgungsrennen der Saison 2021/22, als Giacomel mit dem siebten Rang zum ersten Mal unter die Top 10 auf Weltcupebene lief. Über große Teile des Winters überzeugte der Italiener in den Ergebnissen nicht, wofür vor allem seine mit gut 75 % deutlich unterdurchschnittliche Schießquote verantwortlich war. Im Sprint der Olympischen Spiele von Peking, für die Giacomel als vierter Athlet des italienischen Teams nominiert wurde, verpasste er das Verfolgungsrennen um 0,6 Sekunden, mit der Männerstaffel um Hofer, Windisch und Bormolini ging es auf Rang sieben. Zum Ende des Winters steigerte sich der Italiener in seinen Leistungen; in Otepää ging es erstmals in einen Massenstart, beim Saisonfinale in Oslo drei weitere Male deutlich in die Punkte und damit auf Position 36 in der Gesamtwertung.

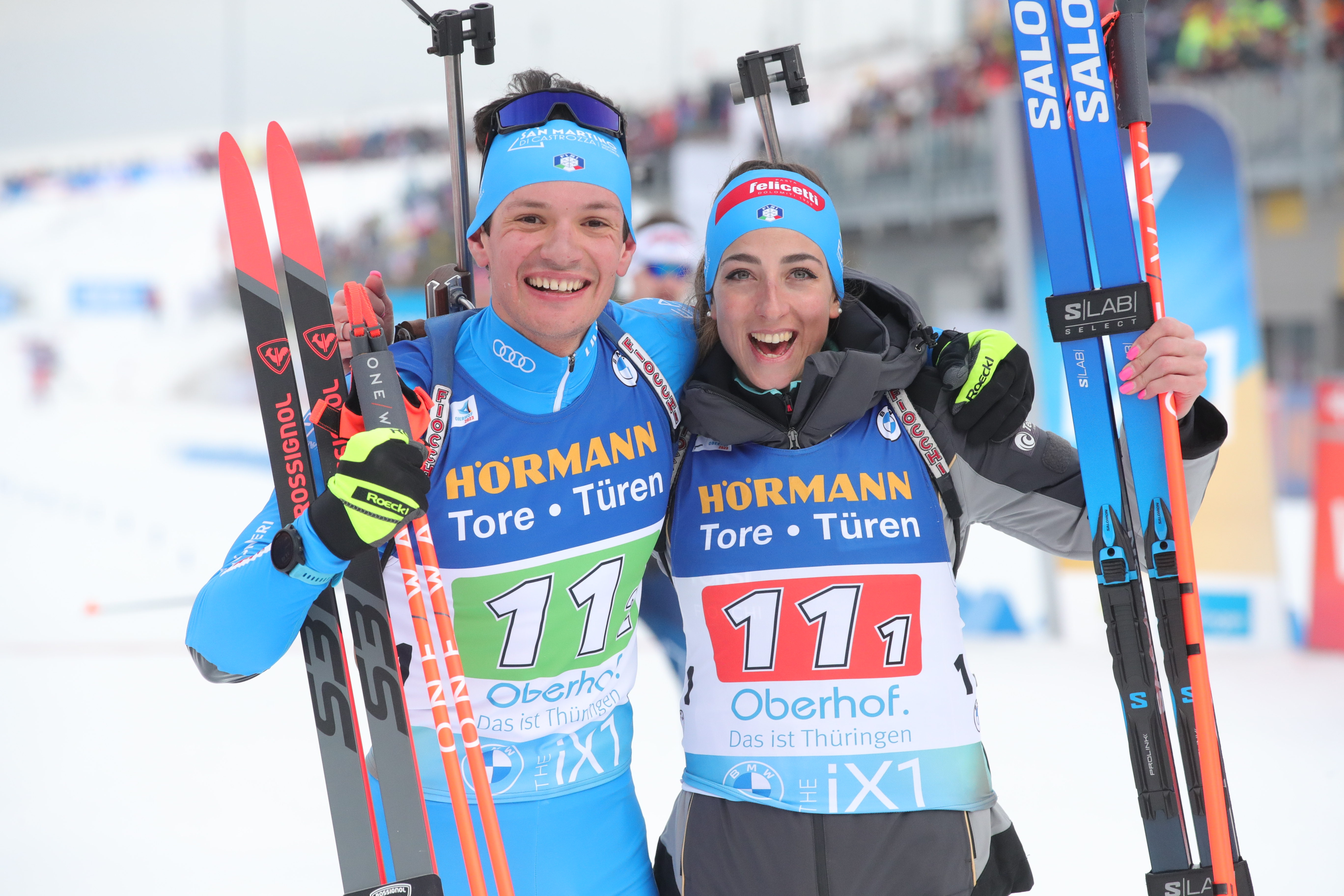
Giacomel und Lisa Vittozzi bei den Biathlon-Weltmeisterschaften 2023 in Oberhof

Nach den Rücktritten von Windisch und Bormolini bildete Giacomel neben Lukas Hofer und Didier Bionaz den Grundkader für den Winter 2022/23 und konnte schnell mit starken Leistungen überzeugen. In Hochfilzen stellte er als Sechster der Verfolgung sein persönliches Bestergebnis ein, in der Folgewoche ging es im gleichen Rennen im französischen Le Grand-Bornand auf Position neun. Seine hervorragende Form bestätigte Giacomel nach dem Jahreswechsel, indem er auf der Pokljuka-Hochebene die Ränge sechs und fünf erreichte. Dabei hatte er im Sprint hinter Johannes Thingnes Bø die zweitschnellste Laufzeit, im Verfolger vergab er eine Podestplatzierung beim letzten Schießen. Eine solche konnte er aber am selben Ort mit Didier Bionaz, Dorothea Wierer und Lisa Vittozzi im Mixedstaffelrennen realisieren und musste sich nur dem französischen Team geschlagen geben.
Bei seinen zweiten Weltmeisterschaften gewann Giacomel seine ersten Medaillen, in der Mixedstaffel holte man mit elf Sekunden Rückstand auf Norwegen in derselben Besetzung wie vier Wochen zuvor Silber, im Single-Mixed-Rennen ergatterte der Italiener an der Seite von Lisa Vittozzi Bronze. Beim vorletzten Wettkampfwochenende der Saison in Östersund traf er im Einzel 19 von 20 Scheiben und realisierte so seinen ersten Podestplatz in einem Individualbewerb, Giacomel musste sich lediglich Benedikt Doll geschlagen geben. Damit übernahm er auch das blaue Trikot des besten Athleten unter 25 Jahren von Niklas Hartweg. Dieses sicherte er zunächst ab, womit er vor dem letzten Rennen 39 Punkte Vorsprung auf Hartweg hatte. Da der Schweizer im entscheidenden Wettkampf, dem Massenstart in Oslo, auf den zweiten Rang lief und Giacomel nur den 21. Platz belegte, musste der Italiener diesen Titel schließlich noch abgeben. Trotzdem resultierte der zwölfte Rang in der Gesamtwertung, womit Giacomel der mit Abstand beste Athlet seines Heimatlandes war, nach Saisonende sicherte er sich noch den nationalen Meistertitel im Massenstart.

### Etablierung in der Weltspitze
Im Winter 2023/24 gelang Giacomel eine weitere Leistungssteigerung. Im Saisonverlauf erreichte er elf Top-10-Platzierungen in Individualrennen, dabei verhalfen ihm immer wieder äußerst starke Kurszeiten, die teilweise mittelmäßigen Leistungen am Schießstand zu kompensieren. Mit der Männer- und Mixedstaffel lief er zu drei dritten und zwei zweiten Plätzen, wobei in Antholz und Soldier Hollow weniger als 30 Sekunden auf den Sieg fehlten. Bei den Sprintrennen von Ruhpolding und Canmore belegte der Italiener außerdem mit jeweils einem Schießfehler den zweiten Rang. Eher enttäuschend verliefen die Weltmeisterschaften 2024, in deren Rahmen er in den Einzelrennen die Top 10 verpasste. Gemeinsam mit Lisa Vittozzi ergatterte er allerdings eine weitere Silbermedaille im Single-Mixed-Wettkampf. Giacomels endgültiger Durchbruch folgte in der Saison 2024/25. Nach einem schwierigen Start mit lediglich zwei Top-10-Platzierungen im ersten Trimester, wobei er in keinem Rennen ohne Schießfehler blieb, traf er im Massenstart von Ruhpolding erstmals in seiner Karriere alle zwanzig Scheiben und sicherte sich vor Sturla Holm Lægreid und Johannes Thingnes Bø seinen ersten Weltcupsieg. Bei den Weltmeisterschaften bestritt der 24-Jährige alle sieben Wettkämpfe, neben zwei fünften Rängen in Sprint und Verfolgung wurde er dabei im Einzel Zweiter und sicherte sich so seine erste WM-Medaille in einem Individualwettkampf. Im letzten Saisondrittel lief er in Nové Město zwei weitere Male aufs Podest, in der Gesamtwertung verbesserte er sich um zwei weitere Positionen auf den sechsten Rang.

## Persönliches
Giacomel wohnt in Imer, einer italienischen Gemeinde im Trentino. Seine Karriere verlief zum größten Teil, inklusive Weltcup- und Olympiadebüt, parallel zu der von Didier Bionaz, was die beiden Athleten zu engen Freunden macht. Giacomels jüngerer Bruder Riccardo ist ebenfalls als Biathlet aktiv.

## Statistiken

### Weltcupsiege
| Nr. | Datum         | Ort        | Disziplin   |
| --- | ------------- | ---------- | ----------- |
| 1.  | 19. Jan. 2025 | Ruhpolding | Massenstart |

### Weltcupplatzierungen

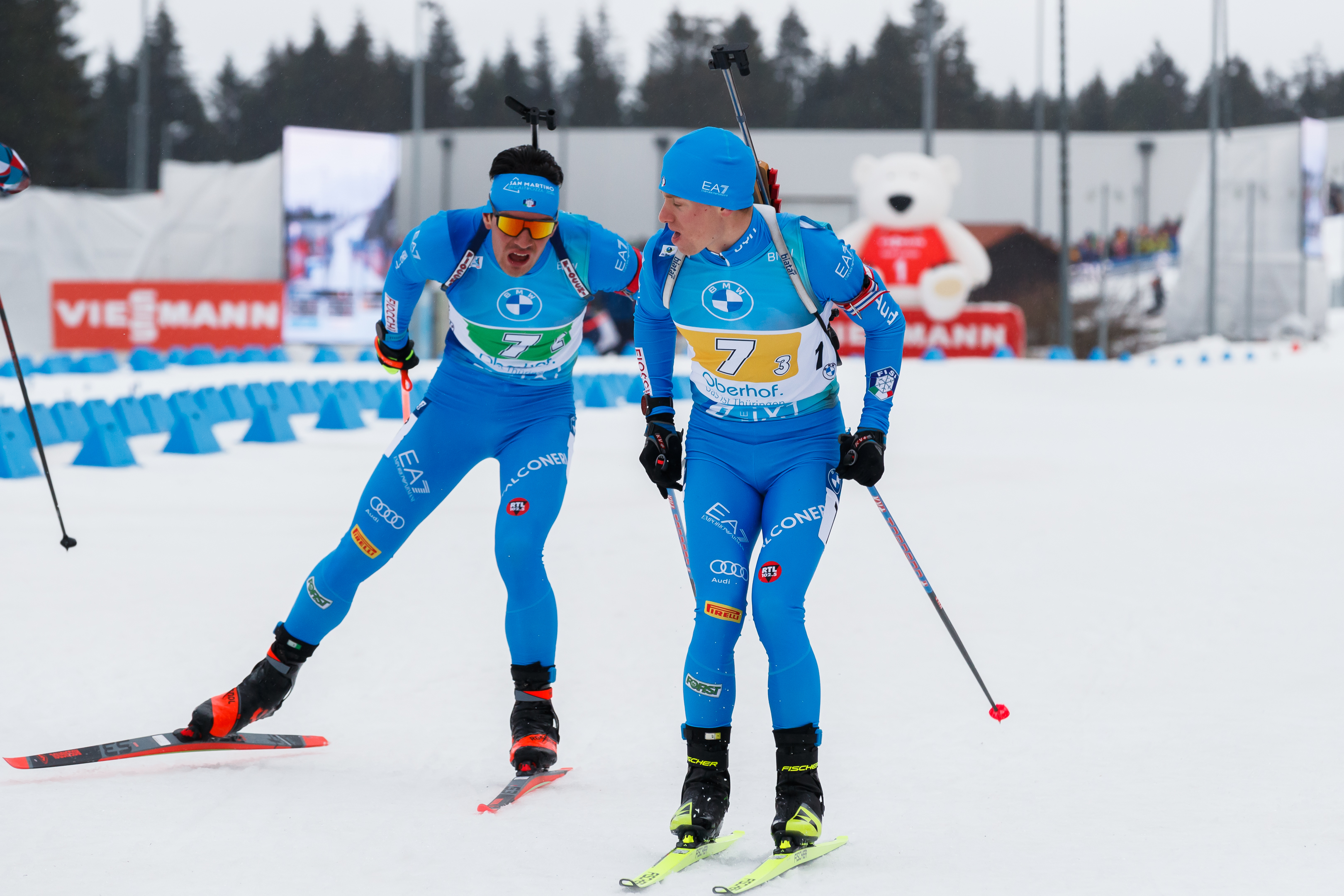
Giacomel (links) übergibt an Elia Zeni, 2023 in Oberhof

Die Tabelle zeigt alle Platzierungen (je nach Austragungsjahr einschließlich Olympische Spiele und Weltmeisterschaften).
- 1.–3. Platz: Anzahl der Podiumsplatzierungen
- Top 10: Anzahl der Platzierungen unter den ersten zehn (einschließlich Podium)
- Punkteränge: Anzahl der Platzierungen innerhalb der Punkteränge (einschließlich Podium und Top 10)
- Starts: Anzahl gelaufener Rennen in der jeweiligen Disziplin
- Staffel: inklusive Mixed- und Single-Mixed-Staffeln

| Platzierung               | Einzel | Sprint | Verfolgung | Massenstart | Staffel | Gesamt |
| ------------------------- | ------ | ------ | ---------- | ----------- | ------- | ------ |
| 1. Platz                  |        |        |            | 1           |         | 1      |
| 2. Platz                  | 1      | 3      |            |             | 3       | 7      |
| 3. Platz                  |        | 1      |            |             | 4       | 5      |
| Top 10                    | 5      | 10     | 11         | 4           | 30      | 60     |
| Punkteränge               | 7      | 26     | 27         | 15          | 35      | 110    |
| Starts                    | 13     | 37     | 30         | 15          | 35      | 130    |
| Stand: Saisonende 2024/25 |        |        |            |             |         |        |

### Weltcupwertungen
Ergebnisse bei Biathlon-Weltcups (Disziplinen- und Gesamtweltcup) gemäß Punktesystem:
| Saison  | Einzel | Einzel | Sprint | Sprint | Verfolgung | Verfolgung | Massenstart | Massenstart | Gesamt | Gesamt |
| Saison  | Platz  | Punkte | Platz  | Punkte | Platz      | Punkte     | Platz       | Punkte      | Platz  | Punkte |
| ------- | ------ | ------ | ------ | ------ | ---------- | ---------- | ----------- | ----------- | ------ | ------ |
| 2019/20 | –      | –      | 67.    | 14     | 70.        | 2          | –           | –           | 78.    | 16     |
| 2020/21 | –      | –      | 80.    | 4      | 56.        | 20         | –           | –           | 72.    | 24     |
| 2021/22 | –      | –      | 36.    | 65     | 34.        | 67         | 31.         | 28          | 36.    | 160    |
| 2022/23 | 5.     | 120    | 15.    | 159    | 9.         | 214        | 13.         | 99          | 12.    | 592    |
| 2023/24 | 14.    | 68     | 5.     | 282    | 10.        | 230        | 13.         | 108         | 8.     | 688    |
| 2024/25 | 10.    | 87     | 5.     | 279    | 4.         | 271        | 7.          | 190         | 6.     | 827    |

### Olympische Winterspiele
Ergebnisse bei Olympischen Winterspielen:
|                                        | Einzelwettbewerbe | Einzelwettbewerbe | Einzelwettbewerbe | Einzelwettbewerbe | Staffelwettbewerbe | Staffelwettbewerbe |
| Einzel                                 | Sprint            | Verfolgung        | Massenstart       | Männerstaffel     | Mixedstaffel       |                    |
| -------------------------------------- | ----------------- | ----------------- | ----------------- | ----------------- | ------------------ | ------------------ |
| Olympische Winterspiele 2022 \| Peking | –                 | 61.               | –                 | –                 | 7.                 | –                  |

### Weltmeisterschaften

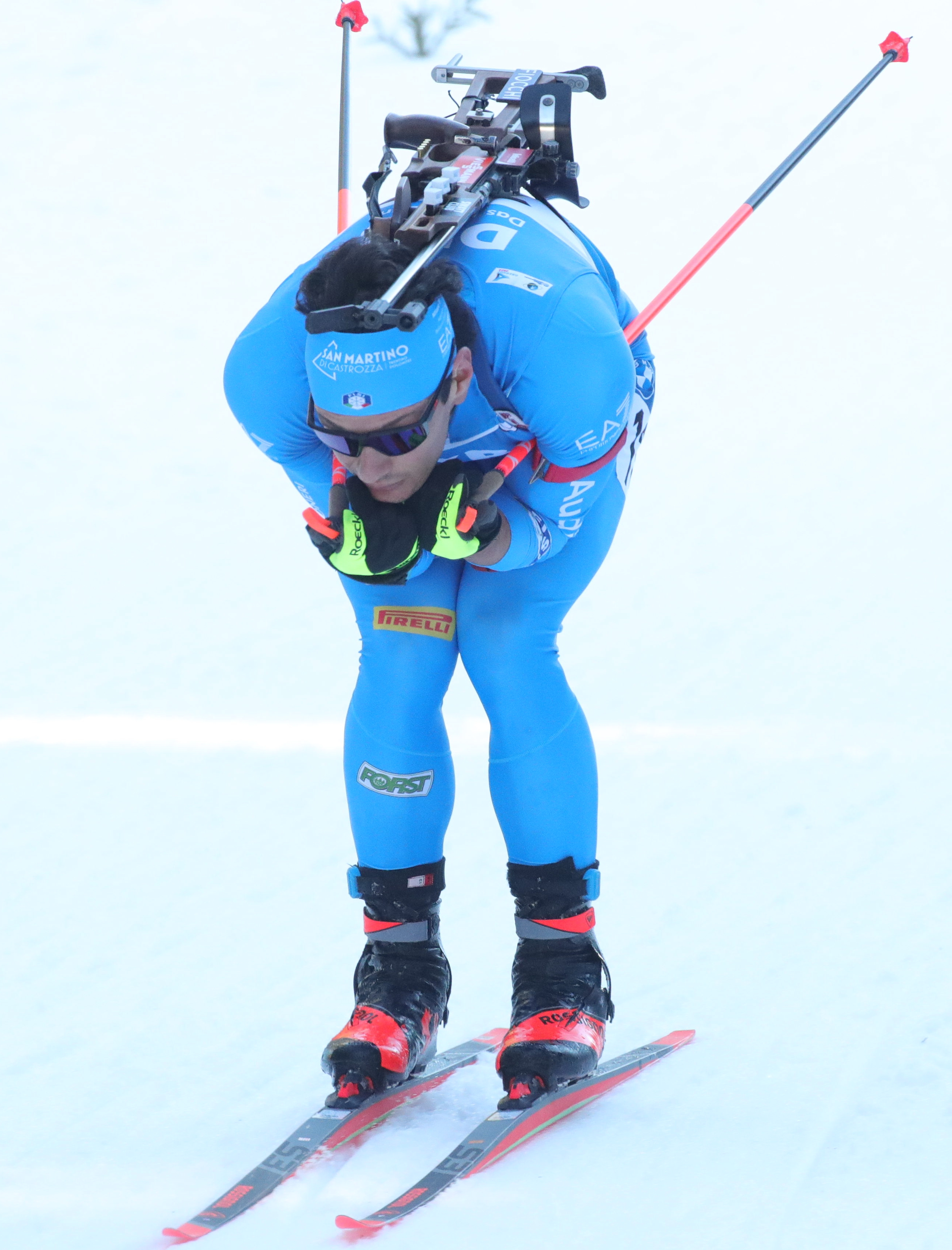
Giacomel während des Einzelrennens bei der WM 2023 in Oberhof

Ergebnisse bei Weltmeisterschaften:
| Weltmeisterschaft | Weltmeisterschaft | Einzelwettbewerbe | Einzelwettbewerbe | Einzelwettbewerbe | Einzelwettbewerbe | Staffelwettbewerbe | Staffelwettbewerbe | Staffelwettbewerbe |
| Jahr              | Ort               | Einzel            | Sprint            | Verfolgung        | Massenstart       | Männerstaffel      | Mixedstaffel       | S.-M.-Staffel      |
| ----------------- | ----------------- | ----------------- | ----------------- | ----------------- | ----------------- | ------------------ | ------------------ | ------------------ |
| 2021              | Pokljuka          | 70.               | –                 | –                 | –                 | 6.                 | –                  | –                  |
| 2023              | Oberhof           | 17.               | 17.               | 43.               | 28.               | 7.                 | 2.                 | 3.                 |
| 2024              | Nové Město        | 45.               | 15.               | 20.               | 15.               | 6.                 | 10.                | 2.                 |
| 2025              | Lenzerheide       | 2.                | 5.                | 5.                | 6.                | 5.                 | 7.                 | 7.                 |

### Jugend-/Juniorenweltmeisterschaften
Giacomel nahm bis 2019 an den Jugend- und 2020 an den Juniorenwettkämpfen teil.
| Weltmeisterschaften | Weltmeisterschaften | Einzelwettbewerbe | Einzelwettbewerbe | Einzelwettbewerbe | Männerstaffel |
| Jahr                | Ort                 | Einzel            | Sprint            | Verfolgung        | Männerstaffel |
| ------------------- | ------------------- | ----------------- | ----------------- | ----------------- | ------------- |
| 2018                | Otepää              | 22.               | 6.                | 2.                | 4.            |
| 2019                | Osrblie             | 35.               | 12.               | 4.                | 3.            |
| 2020                | Lenzerheide         | 23.               | 6.                | 12.               | DSQ           |

### Junior-Cup-Siege
| Nr. | Datum         | Ort     | Disziplin  |
| --- | ------------- | ------- | ---------- |
| 1.  | 21. Dez. 2019 | Martell | Verfolgung |